# Będargowo (gmina Szemud)
Będargowo (kašubsky Bãdargòwò, německy Bandergau či Bendargau) je kašubská vesnice v gmině Szemud v okrese Wejherowo v Pomořském vojvodství v Polsku. Vesnice je sídlem starostenství.

## Další informace
První písemná zmínka o místu pochází z roku 1284. U Będargowa se nachází pozůstatky starého hradiště.
V roce 1912 se zde narodil kašubský aktivista podporučík Aleksander Arendt (*1912 - 2002), který v letech (1943 až 1944) byl vrchním velitelem tajné vojenské partizánské organizace „Gryf Pomorski”.